# Julia Wilmotte Henshaw
Julia Wilmotte Henshaw (Durham, 8 de agosto de 1869 - Vancouver, 19 de novembro de 1937) foi uma botânica, geógrafa, escritora e ativista política canadense que também serviu na Cruz Vermelha durante a Primeira Guerra Mundial.

## Primeiros anos
Henshaw nasceu como Julia Wilmotte Henderson (algumas fontes dizem Willmothe) em 1869 em Durham, Inglaterra. Ela era uma de oito filhos e estudou na França e na Alemanha antes de se mudar para o Canadá por volta de 1890. Às vezes ela é erroneamente creditada com a descoberta da flor de mocassim (ou Pink Lady's Slipper) (Cypripedium acaule), que era conhecida pela ciência desde 1789 e conhecida nas Montanhas Rochosas canadenses desde pelo menos 1897, devido a um mal-entendido de sua declaração: "O Pink Lady's Slipper é tão extremamente raro nas Montanhas Rochosas que considero minha descoberta no ano de 1903 como o triunfo culminante de meu trabalho botânico naquela região." Ela se casou com Charles Grant Henshaw (6 de julho de 1860, St. Hyacinthe, Quebec - cerca de 1927) em Montreal em 15 de junho de 1887. Sua única filha, Doris, nasceu em 20 de setembro de 1889 e morreu por volta de 1974. Eles se mudaram para a Colúmbia Britânica em 1890. Ela morreu de problema cardíaco. Doris casou-se com Grant Morden.

## Primeira Guerra Mundial
Henshaw viajou para a França perto do início da Primeira Guerra Mundial e voltou para fazer discursos a favor do recrutamento e para arrecadar dinheiro para serviços de ambulância lá. Ela falou particularmente para o público feminino, a alguns dos quais foi concedido o direito de voto pela Lei das Eleições em Tempo de Guerra de 1917 e, portanto, de votar na questão do recrutamento. Começando em 1915, ela serviu no Royal Army Medical Corps como uma motorista de ambulância como parte da British Red Cross Society. Devido à sua coragem em evacuar soldados e lideranças, e apesar de não ter formação médica, foi promovida ao posto de capitã. Ela foi vice-presidente da Imperial Order Daughters of the Empire. Por sua bravura, ela foi premiada com a Croix de Guerre com uma Estrela de Ouro por "evacuar e recuperar habitantes sob fogo de granada e bombardeios aéreos com uma devoção e coragem dignas dos maiores elogios." Seu marido era recrutador militar em Vancouver. Ela foi dispensada do serviço pelos canadenses, mas serviu na Cruz Vermelha Francesa de março a novembro de 1918.

## Outros trabalhos
Henshaw mapeou o interior da Ilha de Vancouver durante 1910–1911. A Real Sociedade Geográfica a nomeou Fellow em 1911. Ela também escreveu para dois jornais em Vancouver. Em 1914, ela e seu marido foram as primeiras pessoas a dirigir um carro pelas Montanhas Rochosas.